# FC Borussia 1905 Erfurt
FC Borussia 1905 Erfurt was een Duitse voetbalclub uit de stad Erfurt, Thüringen.

## Geschiedenis
De club werd in 1904 opgericht en speelde in 1908/09 in de 1. Klasse Thüringen, waar ze derde werden in hun groep. Na dit seizoen werd de competitie gesplitst in twee geografische groepen en de club kwalificeerde zich niet voor de Noord-Thüringse competitie. In 1910 promoveerde de club wel weer. In 1912 werd de club vicekampioen achter Erfurter SC 1895. In 1917 eindigden Borussia en SC samen eerste en kwam er een play-off voor de titel, die SC won. In 1918 werden vijf competities samen gevoegd tot de Thüringenliga, vanaf 1919 Kreisliga Thüringen. Na een tweede plaats, opnieuw achter Erfurt, in 1919, gingen de resultaten bergaf en in 1921 verloor de club zelfs alle wedstrijden. Door een competitieuitbreiding werd de club van degradatie gespaard. Na nog een voorlaatste plaats eindigde de club in 1923 derde in zijn groep. Na dit seizoen werd de Kreisliga ontbonden en werd de Noord-Thüringse competitie terug ingevoerd als hoogste klasse.
De volgende seizoenen eindigde de club in de lagere middenmoot. In 1926 fuseerde de club met SV Erfurt 05 tot TSV Schwarz-Weiß Erfurt.